# Volumes
Volumes ist eine Metalcore-Band aus Los Angeles, Kalifornien, welche häufig in Verbindung mit der Djent-Bewegung gebracht wird.

## Geschichte
Die Band startete im Jahre 2009 als Projekt der beiden Gitarristen Diego Farias und Daniel Braunstein. Nach Hinzustoßen von Michael Barr und Diego Farias’ Bruder Gus Farias als Sänger, sowie dem Bassisten Raad Soudani und dem Schlagzeuger Chris Khoury kündigte die Band für Dezember 2009 die Veröffentlichung ihrer ersten EP an, welche den Namen The Concept of Dreaming tragen sollte. Jedoch verzögerte sich die Veröffentlichung dieser und Daniel Braunstein verließ die Band, da es für ihn aufgrund eines Studiums an der Universität zeitlich nicht mehr möglich war, noch aktiv an der Band teilzunehmen. Er wurde durch den Gitarristen Daniel Schwartz ersetzt, wirkte aber trotzdem noch weiterhin als Produzent und Techniker bei der Band mit. Anfang November 2010 gab die Band bekannt bei dem US-amerikanischen Label Mediaskare Records einen Plattenvertrag unterschrieben zu haben, über das Mitte desselben Monats die Debüt-EP The Concept of Dreaming veröffentlicht wurde.
Anfang 2011 spielte die Band mehrere Tourneen durch Nordamerika mit unter anderem Arsonists Get All the Girls, The Contortionist und Structures. Mit Via erschien im September 2011 das Debütalbum der Band, welches ebenfalls über Mediaskare Records vertrieben wurde. Zudem verließ im selben Jahr Schlagzeuger Chris Khoury die Band, aufgrund dessen Daniel Schwartz auf den Konzerten vorerst das Schlagzeug übernahm. Anfang 2012 gab die Band bekannt in Nick Ursich einen neuen, dauerhaften Schlagzeuger gefunden zu haben. Zwischen April und Mai 2012 war die Band neben Bands wie Veil of Maya, Betraying the Martyrs und Vildhjarta auf gemeinsamer Tour durch Europa. Im selben Jahr verließ Daniel Schwartz die Band, um sich vollends seiner Band Challenger, welche er mit Jackson Thompson von Black Sheep Wall gegründet hatte, zu widmen. Zwischen Januar und Februar 2013 war die Band gemeinsam mit Of Mice & Men, Woe, Is Me und Capture the Crown auf Tour durch die Vereinigten Staaten.
Am 6. Februar 2020 verstarb der frühere Gitarrist Diego Farias unter unbekannten Umständen. Nur wenige Tage zuvor trat er aus der Band zurück, nachdem sein Bruder Gus aus der Gruppe ausgeschlossen wurde.

## Stil
Die instrumentalen Teile der Lieder schreibt Gründer und Gitarrist Diego Farias, während die beiden Sänger Michael Barr und Gus Farias die entsprechenden Texte zu diesen schreiben. Diese handeln meist von persönlichen Erfahrungen und Themen, auf die sie mit ihren Texten aufmerksam machen wollen.

## Diskografie

### Alben
- 2011: Via (Mediaskare Records)
- 2014: No Sleep (Mediaskare Records)
- 2017: Different Animals (Fearless Records)
- 2021: Happier? (Fearless Records)

### EPs
- 2010: The Concept of Dreaming (Mediaskare Records)